# Geografía de Polonia
La República de Polonia (en polaco: Rzeczpospolita Polska) es un estado de Europa central, a orillas del mar Báltico (norte) y que limita al este con Rusia (óblast de Kaliningrado), Lituania, Bielorrusia y Ucrania, al sur con Eslovaquia y la República Checa y al oeste con Alemania.

## Geografía física
Es el noveno país de Europa en extensión. Sus actuales 312.685 km² han sido delimitados en 1944 tras la Segunda Guerra Mundial, pues a lo largo de la historia, se trata de una región de conflicto debido al terreno llano y a la falta de barreras naturales en la llanura nordeuropea, de manera que Polonia ha sido objeto de diversas delimitaciones. Así, la Polonia que surgió de la Primera Guerra Mundial abarcaba un territorio mayor que el posterior a la Segunda Guerra Mundial, pero repartido de manera más homogénea, adquiriendo una mayor extensión de litoral. Además, los límites se trazaron en referencia a accidentes geográficos: los Cárpatos al sur y el Oder-Neisse al oeste. Quedaron así dentro de la frontera polaca territorios como Silesia y la mitad sur de la Prusia oriental, que en el pasado fueron polacos y que estaban muy germanizados.

### Relieve

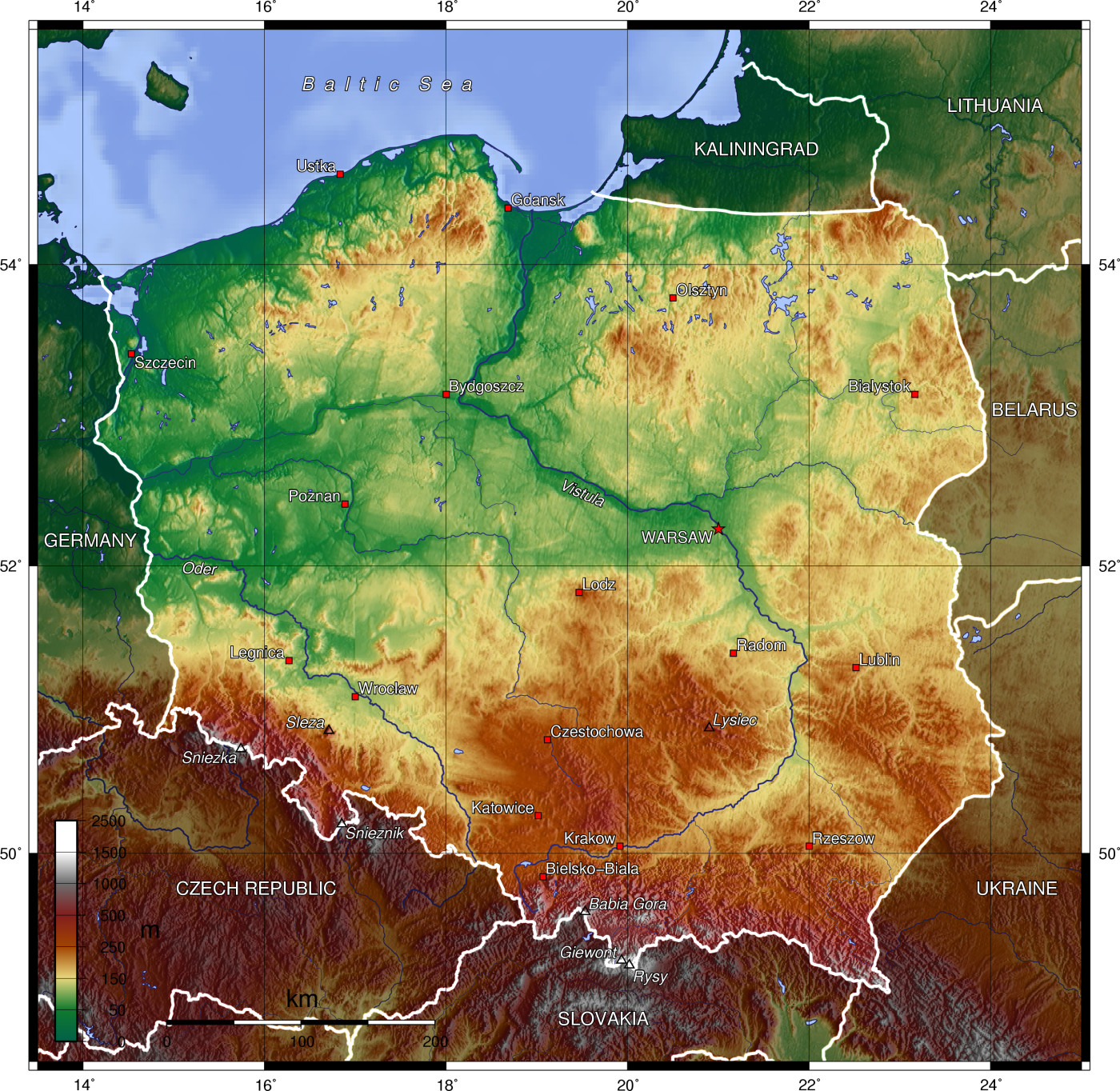
Mapa topográfico de Polonia.

Pueden diferenciarse tres grandes regiones en Polonia: el sur montañoso, el centro del país dominado por planicies que son continuación de la llanura rusa y al norte el litoral Báltico, con zonas lacustres.
Al noreste está Mazuria, que antiguamente era parte de la Prusia Oriental, zona con numerosos lagos, que ocupan el 12 % de su superficie total. La región de la costa se llama Pomerania.
El relieve es mayoritariamente plano. De hecho, el nombre de "Polonia" viene de la palabra eslava polié, que significa llanura. Más de 91% de la superficie se encuentra por debajo de los 300 m s. n. m. La altura media es de 173 m s. n. m., muy inferior a la media europea, que es la de 330 m s. n. m. El punto más bajo se encuentra en Raczki Elblaskie (1,8 m bajo el nivel del mar). El suelo de Polonia forma en su mayor parte por el Escudo Báltico y la Llanura Sarmática. La inclinación del terreno es de sur a norte, es decir, de los Cárpatos hacia el mar Báltico.
En la parte meridional de esta llanura, en contacto con las montañas se encuentra la extensa llanura de Silesia, amplia depresión sedimentaria recorrida por el río Oder y que es muy fértil en su parte más baja. También se encuentra la meseta de la Pequeña Polonia y la cuenca del Alto Vístula, el macizo cristalino de Lysa Gora, pequeño y cubierto de pradería y de bosques. Finalmente, ha de citarse la meseta de Lublin, que queda al sureste. El río Vístula separa la región de la Gran Polonia o Poznania, que quedan al oeste, de la Mazovia al este, mucho menos poblada, ondulada, con lagos, pantanos, turberas y bosque.
Las montañas se concentran a lo largo de la frontera meridional. Se encuentran allí los Sudetes (al sudoeste) y los Cárpatos, lindando con Eslovaquia. El macizo de los Cárpatos occidentales abarca más de quinientos kilómetros cuadrados y se divide en los Altos Tatras, que es un macizo cristalino y los Beskides, colinas gredosas cubiertas por masas boscosas que a su vez se dividen en Beskides Orientales y Beskides Occidentales (Babia Gora, 1.725 m s. n. m.). En los Altos Tatras se encuentra el punto más alto del país, el monte Risy o Rysy (2.499 m s. n. m.). Al unir Silesia a Polonia tras la SGM, la vertiente norte de los Sudetes o Sudetas han pasado a formar parte del país. Se trata de una serie de colinas boscosas que alternan con depresiones de pequeño tamaño. En ellos se encuentran las montañas de los Gigantes o Karkonosze, con 1.603 m s. n. m. como máxima altitud, así como el vasto valle de Klodzko, y tiene unas hermosas flores

### Cuerpos de agua

#### Ríos

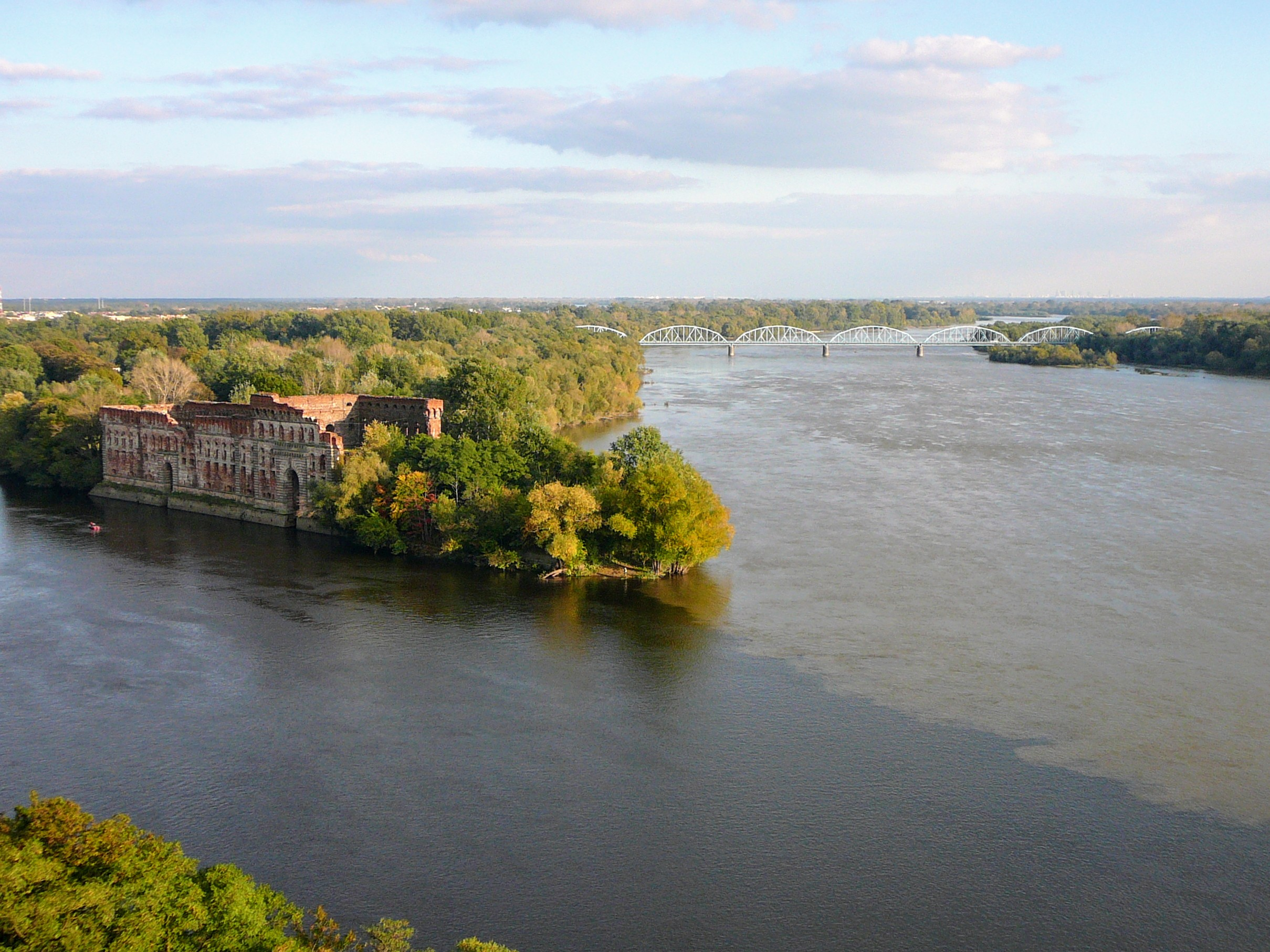
Río Vístula de Modlin.

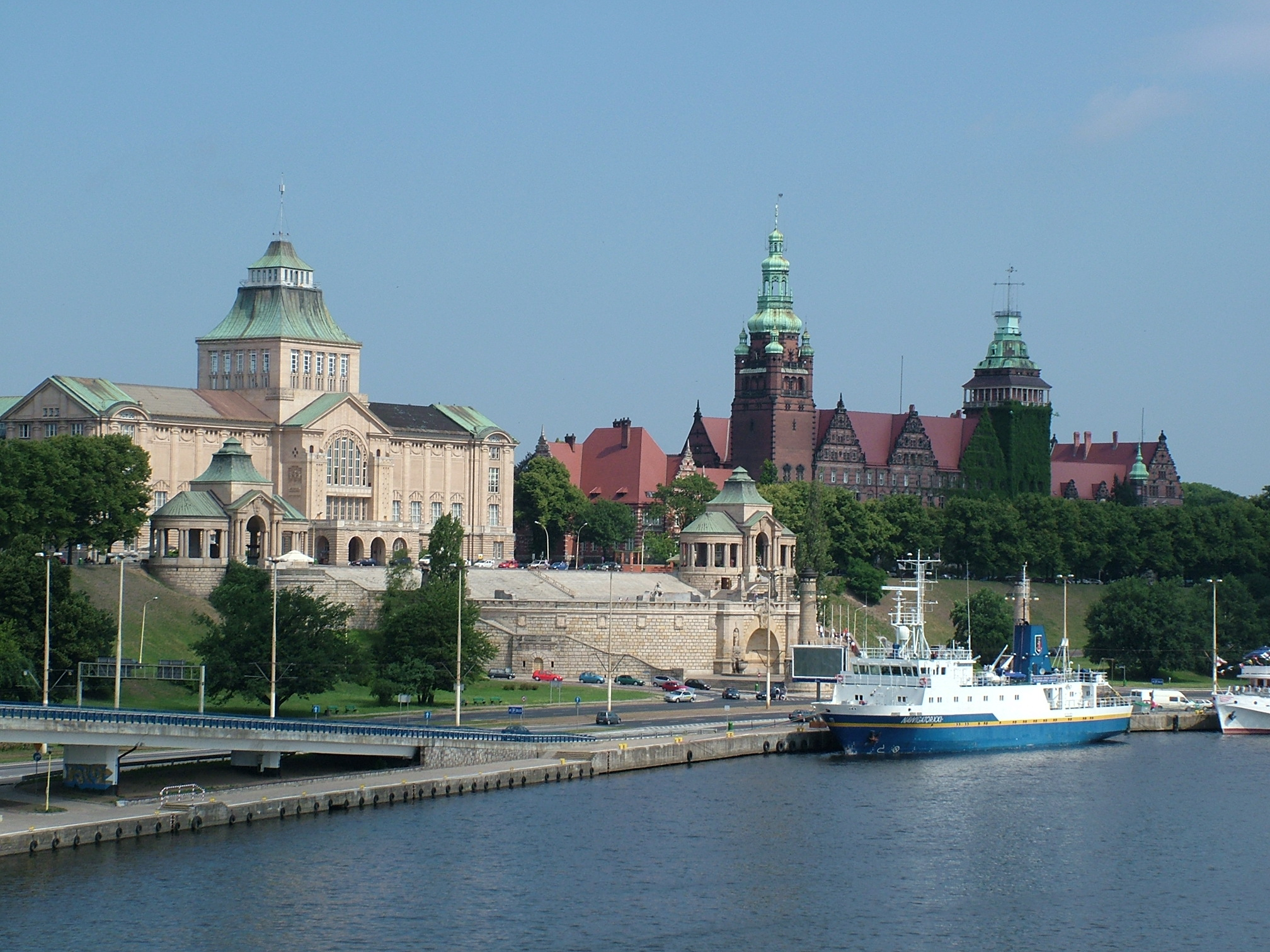
Óder, Szczecin.

Casi toda Polonia vierte hacia el norte, al mar Báltico, por el Vístula, el Oder y los afluentes de estos dos grandes ríos. El mayor río de Polonia es el Vístula (en polaco, Wisła), de 1047 km de longitud, que baña alrededor de la mitad del país. Nace en los montes Tatra (Cárpatos) en el extremo centro meridional de Polonia, cruza las regiones de la Pequeña Polonia y Mazovia, pasando por Cracovia y Varsovia, las dos capitales que ha tenido Polonia. En su desembocadura forma un delta. La cuenca del Vístula incluye la mayor parte de la mitad oriental del país y lo recorre un sistema de ríos que principalmente se unen al Vístula desde el este. Son afluentes suyos el río Nida, el San, el Wieprz, el Pilica y el Bug (772 km) con su afluente Narew. El Bug sirve de frontera oriental a lo largo de 280 kilómetros, de Polonia con Ucrania y Bielorrusia.
El Óder (en polaco, Odra) tiene 854 km, y junto a su afluente el Neisse hace frontera con Alemania; su principal afluente, sin embargo, es el Warta (808 km) que a su vez recibe el Notec; el Oder y el Warta forman una cuenca hidrográfica que drena el tercio occidental de Polonia, afluyendo a las bahías al norte de Szczecin.
Todos estos ríos son propios de la llanura. Son navegables en muchos tramos. Además, están unidos por un Canal de navegación . El efecto de drenaje en una gran parte del territorio polaco es débil, sin embargo, especialmente en la región lacustre y las áreas interiores al sur. El predominio de pantanos, el nivel del terreno, y los pequeños lagos impiden un movimiento de agua a gran escala. Los ríos tienen un régimen de dos períodos de gran caudal al año. El primero lo causa el deshielo en la primavera lo que incrementa el volumen de los ríos en la llanura; el segundo está causado por las lluvias intensas de julio.

#### Lagos
Polonia es el segundo país con mayor cantidad de lagos en Europa. Los más grandes son el Lago Śniardwy y el Mamry. Al norte se encuentran numerosos lagos de origen glaciar. La mayor cantidad de lagos se encuentran en Mazuria o Masuria, que ocupan el 12 % de su superficie total, pero también las hay en Pomerania. La región noreste a la que se llama distrito de los lagos está escasamente poblada y le faltan recursos para la agricultura y la industria.

#### Costas
El litoral de Polonia se encuentra en el mar Báltico, en la Pomerania, entre la desembocadura del Óder y la bahía de Dánzig. Tiene una extensión de 440 km. Es una costa baja y arenosa. Le faltan puertos naturales, excepto los Szczecin en el noroeste, en las bocas del Óder y Gdansk, en la desembocadura del Vístula. Hay un puerto artificial, Gdynia construido tras la Primera Guerra Mundial. Otro puerto es Kolobrzeg.

### Clima

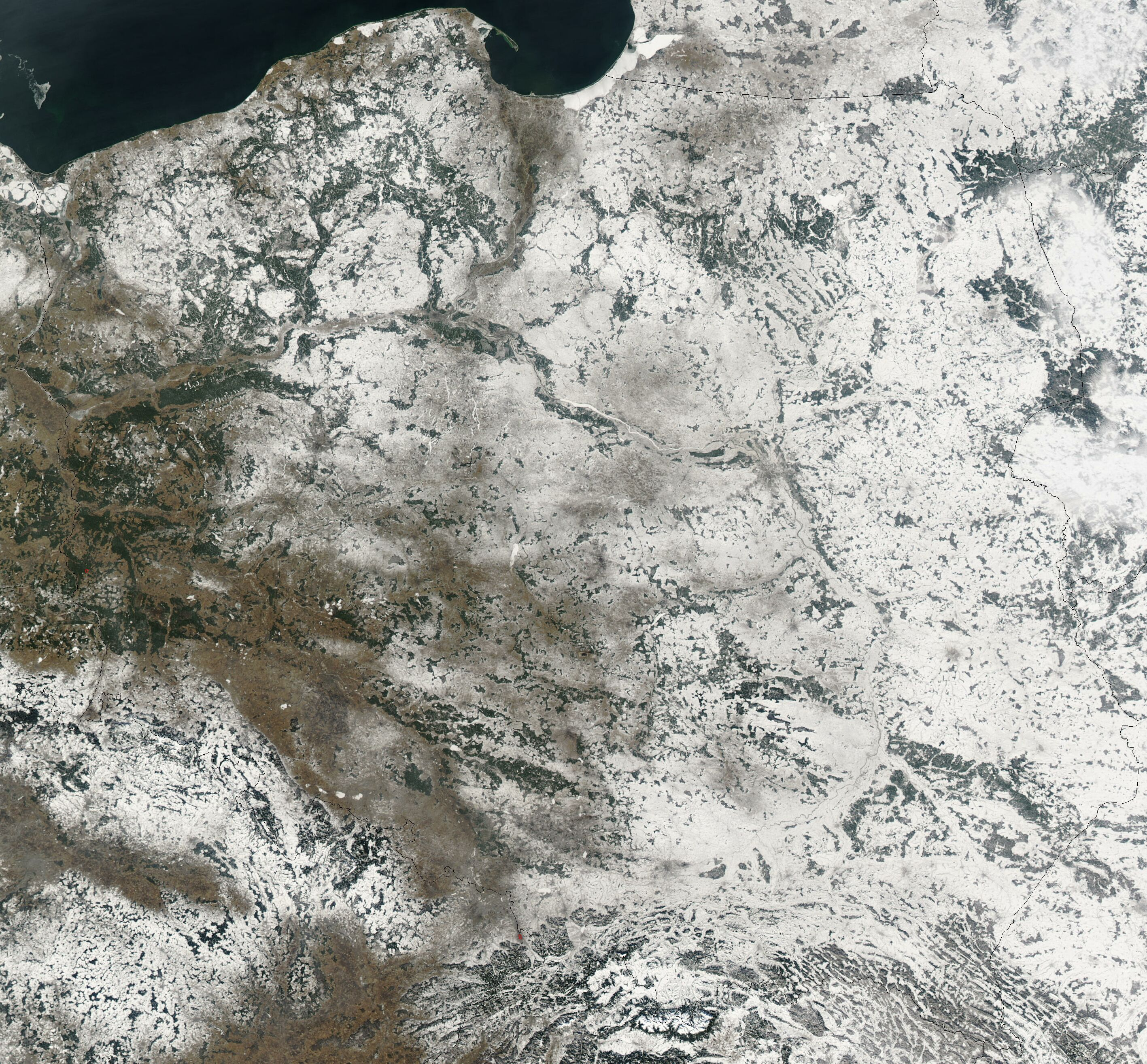
La imagen de satélite de Polonia en febrero de 2003.

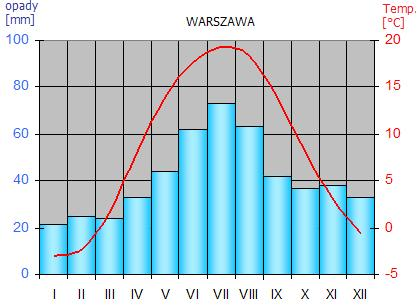
Parámetros climáticos promedio de Varsovia.

Las pautas meteorológicas a corto y largo plazo de Polonia son de transición y variables por la colisión de diversas masas de aire por encima de la superficie del país. El aire marino se mueve cruzando Europa occidental, el aire ártico barre desde el océano Atlántico Norte, y el aire subtropical llega desde el océano Atlántico Sur. Aunque el aire ártico domina durante gran parte del año, su conjunción con corrientes más cálidas generalmente modera las temperaturas y genera considerables precipitación, nubes y niebla. Cuando las influencias moderadoras faltan, las temperaturas invernales en los valles montañosos pueden caer hasta 20 grados bajo cero.
Polonia presenta un clima continental frío, muy riguroso en invierno. La temperatura media anual de 7 °C.
La primavera llega lentamente en marzo o abril, trayendo principalmente días soleados después de un período de alterar condiciones invernales y primaverales. Los veranos, que se extiende desde junio hasta agosto, es generalmente menos húmedo que el invierno. Son suaves, con temperaturas que varían entre los 15° y 25°. Los chubascos y las tormentas alternan con tiempo seco soleado que es generado cuando prevalecen los vientos del sur. La región más cálida es Baja Silesia y Pequeña Polonia. A principios del otoño es generalmente soleado y cálido antes de un período de tiempo lluvioso y más frío en noviembre comienza la transición al invierno. En el invierno, que puede durar de uno a tres meses, trayendo frecuentes tormentas de nieve pero una precipitación total relativamente bajo; las temperaturas descienden por debajo de 0 °C. Las temperaturas extremas registradas en el territorio polaco son 40,2 °C (Prószków cerca de Opole, 29 de julio de 1921), -41,0 °C (Siedlce, el 11 de enero de 1940). La amplitud térmica anual se acentúa conforme se avanza hacia el este, donde pueden superar los 20 °C de diferencia. En los Cárpatos y los Sudetes el clima es de montaña.
El rango de temperaturas medias es 6 °C en el noreste a 10 °C en el suroeste, pero las lecturas individuales en las regiones de Polonia varían ampliamente según la estación. En los picos más altos de las montañas, la temperatura media está por debajo de 0 °C. La costa báltica, influida por moderados vientos del oeste, tiene veranos más frescos e inviernos más cálidos. El otro extremo de temperatura es en el sureste a lo largo de la frontera con Ucrania, donde las diferencias entre estaciones más grande acontecen y las temperaturas de invierno de media está 4,5 °C por debajo de aquellas del oeste de Polonia. La temperatura de crecimiento es alrededor de 40 días más largo en el suroeste que en el nordeste, mientras que la primavera llega más tarde. Las ciudades más cálidas son Tarnów, Wrocław y Słubice.
La precipitación anual media por el conjunto del país es de 600 mm, pero ubicaciones de montaña aisladas reciben hasta 1300 mm al año. En el invierno alrededor de la mitad de la precipitación en las llanuras y la totalidad en las montañas cae en forma de nieve. De media, la precipitación en el verano es el doble que en invierno, proporcionando un suministro digno de confianza de agua para las cosechas. En verano son frecuentes los chaparrones y las lloviznas repentinas. Las precipitaciones oscilan entre 500-800 mm anuales en el oeste, pero la evaporación es escasa. En el este y en las llanuras centrales disminuyen, y en las tierras altas del sur aumentan. Unas pocas zonas, principalmente a lo largo del Vístula entre Varsovia y el mar Báltico y en el extremo noroeste, la media es de menos de 500 mm.

### Medio ambiente

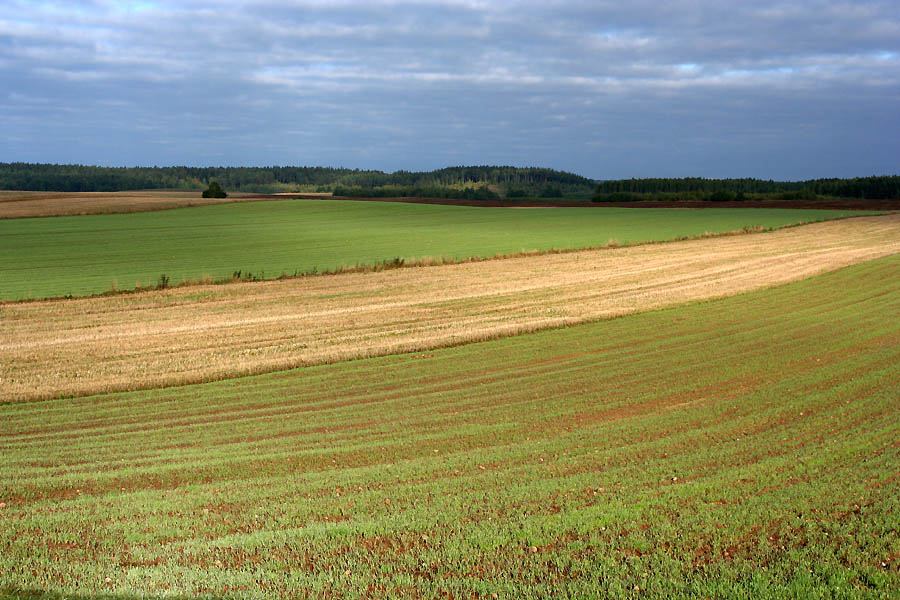
Un paisaje típico de la región de Podlaquia, cerca del pueblo de Bohoniki.

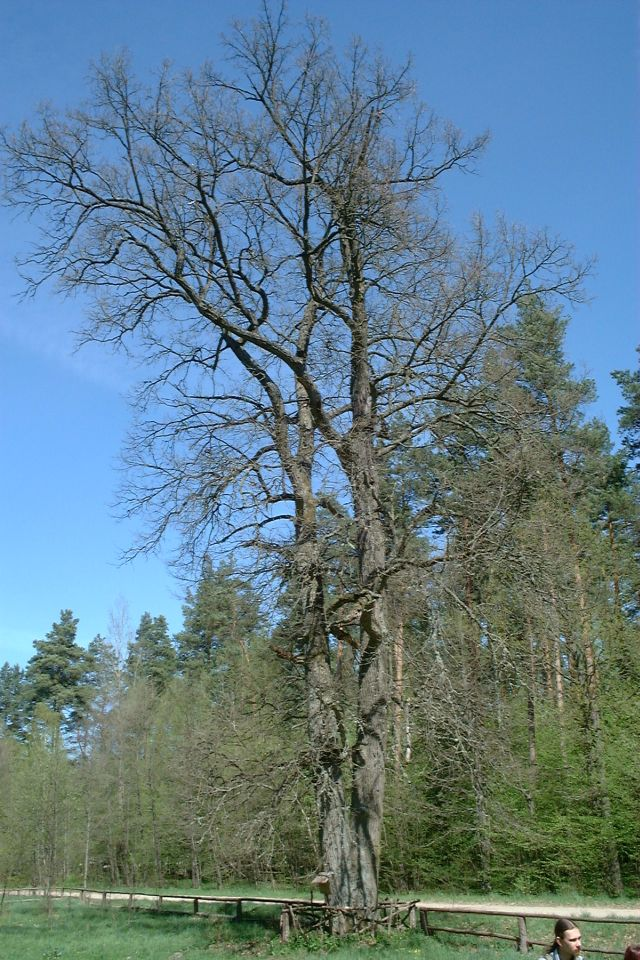
Hayas en el Bosque de Białowieża, destacando sobre los árboles de detrás.

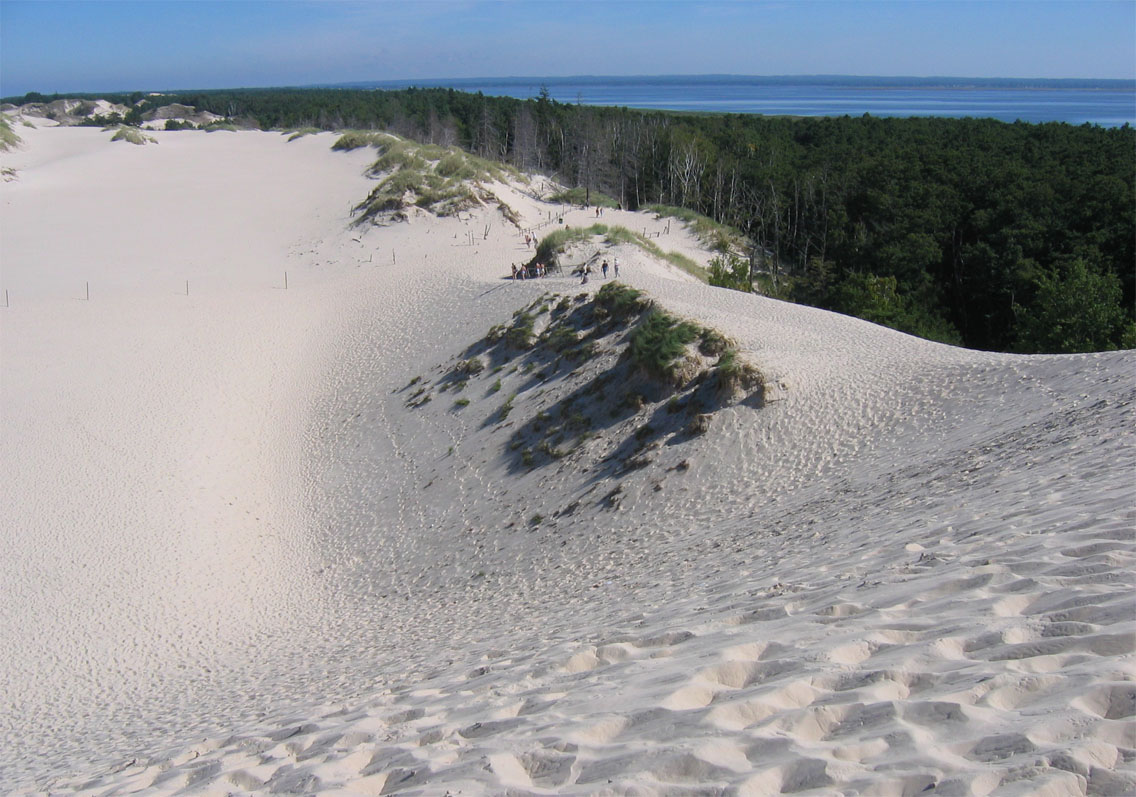
Słowiński Park Narodowy (mar Báltico).

El 30,5 % de Polonia esta cubierta de bosques, en los cuales se encuentran especies de árboles como los pinos, los alerces, los abetos, los robles, las hayas y los abedules. 
La fauna polaca es la típica de las regiones europeas de llanuras y montañas. El país conserva una gran variedad de animales difíciles de encontrar en otras partes de Europa, como por ejemplo el bisonte europeo (Bison bonasus), que es característico de Polonia y se encuentra en los bosques de Białowieża; el oso pardo, el lobo gris (Canis lupus), castores (castor fiber), el lince europeo (Felix lynx), el alce (Alces alces), diferentes tipos de venados y jabalíes. En cuanto a las aves, un animal típico que se puede encontrar es la cigüeña blanca (Ciconia ciconia), junto a otras especies como el águila pomerana (Aquila pomarina), el cascanueces (Nucifraga caryocatactes) y la garceta grande (Egretta alba). Polonia es el país con mayor inmigración de aves de Europa.
El bioma dominante en Polonia es el bosque templado de frondosas, aunque también está presente el bosque templado de coníferas en los Cárpatos. WWF divide el territorio de Polonia entre cuatro ecorregiones:
- Bosque mixto báltico, en el noroeste.
- Bosque de frondosas de Europa occidental, en el suroeste.
- Bosque montano de los Cárpatos, en el sureste.
- Bosque mixto de Europa central, en el resto del país.

Conforme a la normativa de la Unión Europea, el territorio de este país se divide en dos regiones biogeográficas: continental y, en los Cárpatos, alpina. Destaca en su patrimonio natural un bien natural, patrimonio de la Humanidad declarado por la Unesco: el Bosque de Bialowieza (“Bosque de Belivezhskaya Pushcha / Bialowieza”), compartido con Bielorrusia. Tiene Polonia diez lugares protegidos como reservas de la biosfera. 145.075 hectáreas están protegidas como humedales de importancia internacional al amparo del Convenio de Ramsar, en total, 13 sitios Ramsar, entre ellos las reservas naturales de  los Estanques de Milicz, el  Lago Karas y del lago Swidwie, así como los parques nacionales  Biebrzanski, del río Narew, Poleski, Slowinski. 
Hay veintitrés parques nacionales en Polonia. Anteriormente los llevaba el Krajowy Zarząd Parków Narodowych (Consejo polaco de parques nacionales), pero en 2004 la responsabilidad fue transferida al Ministerio de Medio Ambiente. La mayor parte de parques nacionales están divididas en zona protegida estricta y zona parcialmente protegida. Además, están normalmente rodeadas por una zona de protección llamada otulina. Entre los Parques Nacionales destaca el de Białowieża que cuenta con el último bosque virgen o primario de Europa y el de Ojców que es el más pequeño y antiguo de Polonia presentando formaciones geomorfológicas únicas. Otros parques destacados son: Tatrzanski, Narew, Biebrzanski, Wigry, Poleski, Slowinski y Ujście Warty.
El principal riesgo natural son las inundaciones. Los problemas medioambientales han mejorado mucho desde el año 1989 debido al declive de la industria pesada y la creciente conciencia ecológica en los gobiernos posteriores al comunismo. La contaminación atmosférica, no obstante, sigue siendo serio debido a las emisiones de óxido de azufre de fábricas alimentadas por carbón, y la lluvia ácida resultante ha causado daños en el bosque. La contaminación del agua por residuos industriales y urbanos es también un problema, como la forma de disponer de los residuos tóxicos. Los niveles de contaminación deberían seguir disminuyendo conforme las estructuras fabriles se van adaptando a los estándares de la Unión Europea, pero a un coste sustancioso para los negocios y el gobierno.

## Geografía humana

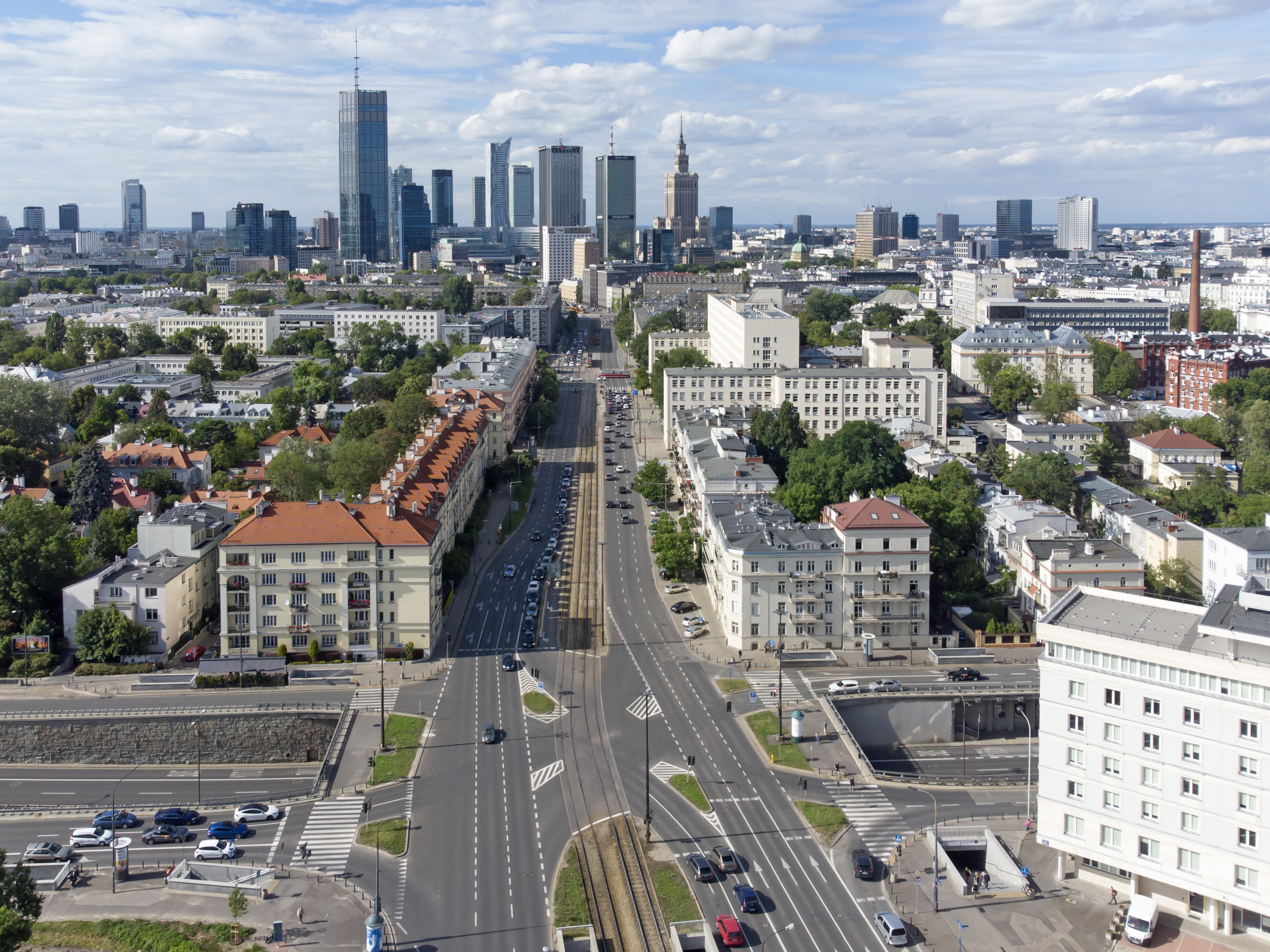
Varsovia, capital y ciudad más poblada de Polonia.

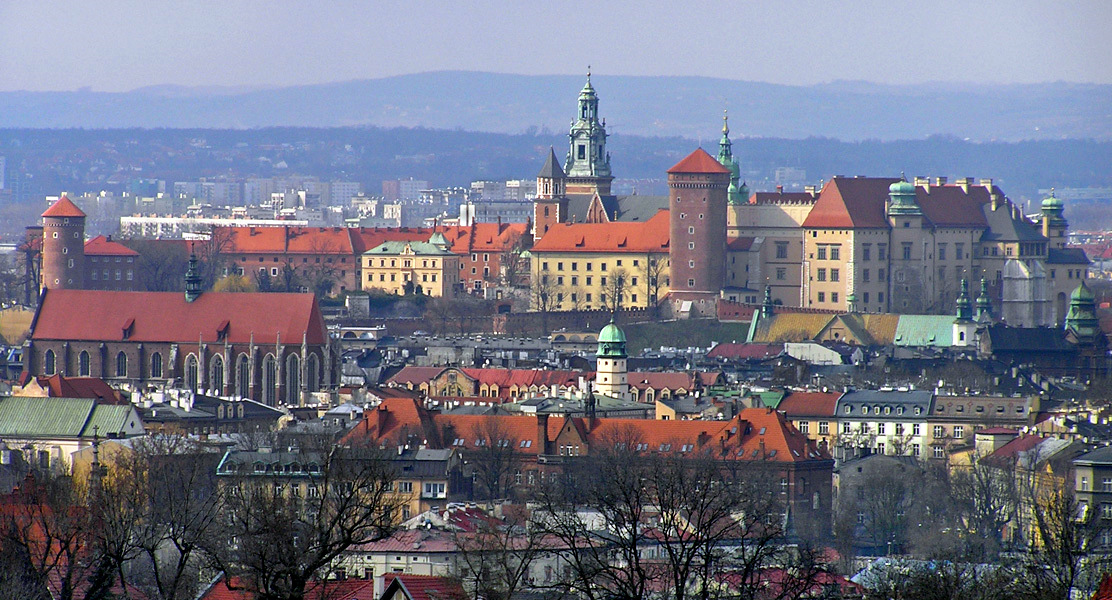
Cracovia, segunda ciudad de Polonia en importancia.

Polonia tiene una población de 38.482.919 (est. julio de 2009). El 61% de la población total vive en zonas urbanas (2008). Y se distribuye de manera irregular. Se concentra en la región comprendida entre Poznan, Varsovia, Plock y Lodz, así como en la zona minera de la Alta Silesia; en cambio, están poco pobladas las regiones lacustres y forestales. La densidad de población es de 123,07 hab/km². El índice de natalidad solía ser el más alto de Europa, llegando hasta 19 ‰ nacimientos. No obstante, ahora el índice de crecimiento de población es negativo, -0,047% (est. 2009), con un índice de natalidad que ha bajado a 10,04 nacimientos por 1000 habitantes (est. 2009).
En cuanto a los principales grupos étnicos, son mayoritarios los polacos, del tronco eslavo. Actualmente es más homogéneo que antes de la SGM, pues hay que tener en cuenta que durante la guerra murieron más de 5 millones de personas, tres millones de ellos judíos y después hubo alemanes que se marcharon de Silesia y Pomerania, y más de medio millón de ucranianos, bielorrusos y lituanos fueron a la URSS. Esta emigración se compensó con la llegada de polacos que vivían en territorios que quedaron después de la guerra en poder de la URSS. Según el censo de 2002, el 96,7% de la población es polaca y entre el resto hay ucranianos (0,1%), bielorrusos (0,1%) y alemanes (0,4%).
El pueblo polaco pertenece al tronco racial y lingüístico eslavo que habla en un 97,8% el polaco. La religión mayoritaria es la católica, en un 89,8% de la que practicante es el 75%. Hay minorías de ortodoxos orientales 1,3% y protestantes (0,3%).
La capital, Varsovia, cuenta con una población de 1.710.055 habitantes (marzo de 2009)
(1.600.000 h.). Ciudades principales son Lodz, Cracovia, Breslavia, Poznan, Gdansk, Szczecin, Bydgoszcz y Katowice.
Las divisiones administrativas polacas son provincias o "voivodatos" (wojewodztwa, en singular, wojewodztwo): Baja Silesia (Dolnoslaskie o Województwo dolnośląskie), Kuyavia-Pomerania (Kujawsko-Pomorskie o Województwo kujawsko-pomorskie), Lublin (Lubelskie o Województwo lubelskie), Lubusz (Lubuskie, o Województwo lubuskie), Pequeña Polonia (Malopolskie o Województwo małopolskie), Lodz (Lodzkie o Województwo łódzkie), Mazovia (Mazowieckie o Województwo mazowieckie), Opole (Opolskie o Województwo opolskie), Subcarpacia (Podkarpackie o Województwo podkarpackie), Podlaquia (Podlaskie o Województwo podlaskie), Pomerania (Pomorskie o Województwo pomorskie), Silesia (Slaskie o Województwo śląskie), Santa Cruz (Swietokrzyskie o Województwo świętokrzyskie), Warmia y Mazuria (Warminsko-Mazurskie o Województwo warmińsko-mazurskie), Gran Polonia (Wielkopolskie o Województwo wielkopolskie) y Pomerania Occidental (Zachodniopomorskie o Województwo zachodniopomorskie).

## Geografía económica

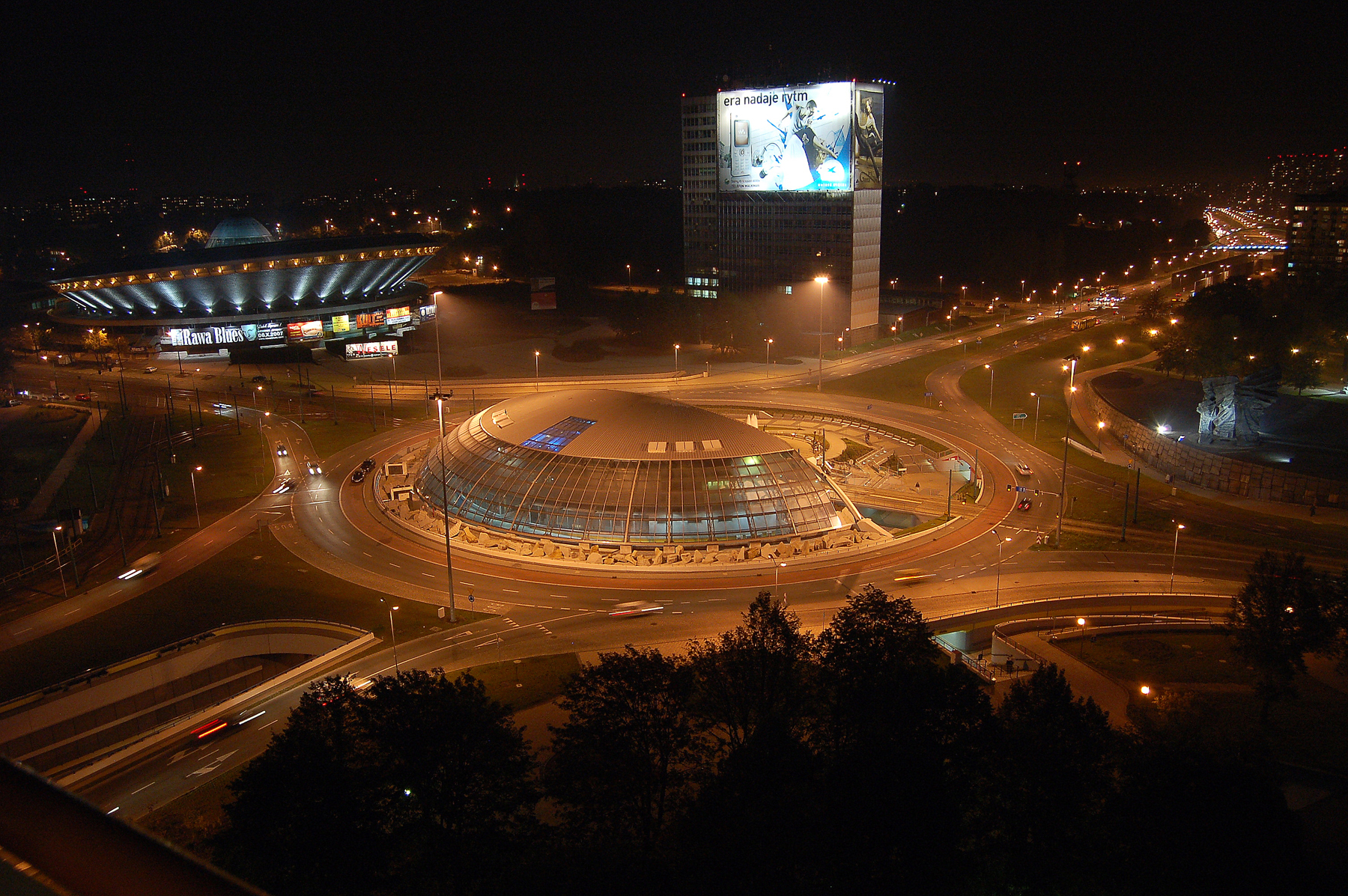
Katowice, Silesia de las áreas industriales más importantes en Polonia.

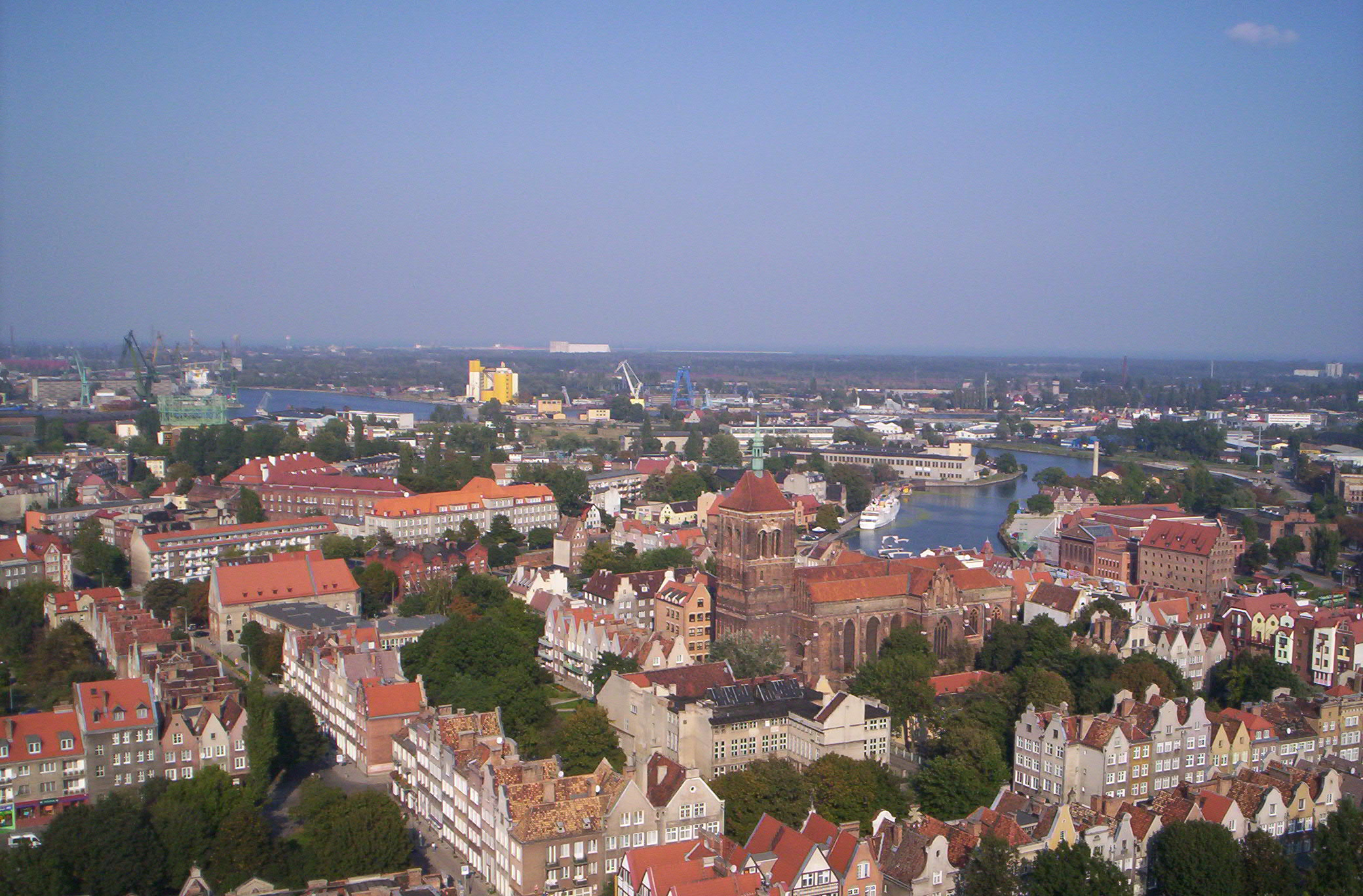
Gdańsk es un gran puerto de Polonia.

Los recursos naturales de Polonia son: carbón, azufre (Tarnobrzeg), cobre, gas natural, plata, plomo, sal gema (Wieliczka y Bochnia), ámbar y la tierra arable, que representa el 40,25% del uso de la tierra. A cosechas permanentes se dedica 1% y otros 58,75% (2005). El regadío abarca 1000 kilómetro cuadrados (2003).
La composición del PIB por sector es: agricultura 4,6%, industria 28,1% y servicios 67,3% (est. 2009). La agricultura emplea al 17,4% de la población activa, la industria el 29,2%y los servicios el 53,4% (2005).
El campo polaco tradicional estaba dominado por los latifundios. Tras la SGM comenzó a desarrollarse económicamente, con la incorporación de la rica región de Silesia, la reforma agraria y la industrialización promovida por las autoridades comunistas. Con la caída del comunismo, Polonia siguió una política de liberalización económica desde 1990 y hoy se destaca como un caso exitoso entre las economías de transición. Antes de 2009, el PBI había crecido alrededor del 5 % cada año, basado en el consumo creciente privado, un salto en la inversión corporativa, y la entrada de fondos de la Unión Europea. Su PBI per cápita sigue estando muy por debajo de la media de la Unión Europea, pero es similar al de las tres repúblicas bálticas. Desde 2004, la pertenencia a la Unión Europea y la afluencia de fondos estructurales europeos han proporcionado un gran impulso a la economía. El paro cayó rápidamente al 9,8 % en 2008, pero subió de nuevo hasta el 11 % en 2009, y sigue estando por encima de la media europea. El rendimiento económico de Polonia puede mejorar a largo plazo si el país se esfuerza por superar algunas deficiencias que persisten en el entorno de negocios. Un sistema judicial mercantil ineficaz, unas rígidas normas laborales, demasiada burocracia y una persistente corrupción de bajo nivel que desalienta al sector privado para desarrollar su pleno potencial.
Los principales productos agrícolas son: patatas, frutas, verduras y trigo. De la ganadería se obtiene volatería, huevos y carne de cerdo. La producción industrial se concentra en Silesia, Varsovia y Lodz, además de los puertos del Báltico. En cuanto a los productos industriales, cabe citar: fabricación de maquinaria eléctrica (Wroclaw), agrícola (Poznan) y ferroviaria (Wroclaw), construcción naval en Gdansk (Danzing), Szczecin (Stettin) y Gdynia, hierro y acero, explotación hullera, sustancias químicas, industria alimenticia y textil (algodón en Lodz, lana en Bielsko-Biala, Bialystock), cristal y bebidas. Su riqueza minera se concentraba en la cuenca alto-silesiana, cuyo centro es Katowice, aunque es también importante la cuenca de Walbrzych.
Hay 3.997 km de ríos navegables y canales (2007), 22.314 km de vías férreas y 423.997 km de carreteras, de las cuales están pavimentados 295.356 km (incluyendo 662 km de vías rápidas) y sin pavimentar, 128.641 km (2006). Puertos y terminales: Gdansk, Gdynia, Swinoujscie y Szczecin.